# Quận của tỉnh Gironde
6 quận của tỉnh Gironde gồm:
1. Quận Blaye, (quận lỵ: Blaye) với 4 tổng và 55 xã. Dân số của quận này là 52.138 người năm 1990, 54.136 người năm 1999, tăng trưởng dân số là 3.83%.
2. Quận Bordeaux, (tỉnh lỵ của tỉnh Gironde: Bordeaux) với 33 tổng và 157 xã. Dân số của quận này là 912.990 người năm 1990, và 979.262 người năm 1999, tăng trưởng dân số là 7.26%.
3. Quận Langon, (quận lỵ: Langon) với 13 tổng và 169 xã. Dân số của quận này là 77.408 người năm 1990, và 79.439 người năm 1999, tăng trưởng dân số là 2.62%.
4. Quận Lesparre-Médoc, (quận lỵ: Lesparre-Médoc) với 4 tổng và 32 xã. Dân số của quận này là 42.492 người năm 1990, và 42.854 người năm 1999, tăng trưởng dân số là 0.85%.
5. Quận Libourne, (quận lỵ: Libourne) với 9 tổng và 129 xã. Dân số của quận này là 128.471 người năm 1990, và 131.643 người năm 1999, tăng trưởng dân số là 2.47%.
6. Quận Arcachon, (quận lỵ: Arcachon) với 4 tổng và 19 xã. Dân số của quận này là 110.269 in 1999 và nằm trong thống kê dân số của Bordeaux. Nó tách ra khỏi Quận Bordeaux vào ngày 1 tháng 1 năm 2007.